# 8822 Shuryanka
8822 Shuryanka eller 1987 RQ2 är en asteroid i huvudbältet som upptäcktes den 1 september 1987 av den rysk-sovjetiska astronomen Ljudmila Karatjkina vid Krims astrofysiska observatorium på Krim. Den är uppkallad efter upptäckarens mor, Aleksandra Morozova.